# Philodromus orarius
Philodromus orarius là một loài nhện trong họ Philodromidae.
Loài này thuộc chi Philodromus. Philodromus orarius được miêu tả năm 1965 bởi Schick.